# Герб Дятьково
Герб Дя́тьково — официальный символ города Дятьково. Первоначальный символ был утверждён 26 мая 1982 года. Был обновлён 27 февраля 2020 года. С 2020 года используется как герб Дятьковского городского поселения, Дятковского района, Брянской области, России.
Герб Дятьковского городского поселения, входящего в состав Дятьковского муниципального района утвержден решением Дятьковского городского Совета народных депутатов № 4-37 от 27 февраля 2020 года.
Герб подлежит внесению в Государственный геральдический регистр Российской Федерации.

## Описание действующего герба
В зеленом поле серебряный Андреевский крест, обремененный пурпурным щитком с двумя серебряными шпагами накрест остриями вверх и над ними - серебряной звездой о восьми лучах; вмещение в зеленых частях поля по одной серебряной двенадцатилучевой звезде.

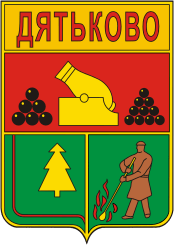
Герб города Дятьково от 26 мая 1982 года

Шпага и звезда заимствованы из герба рода Мальцовых, крест символизирует Преображенский храм а 12-лучевые звезды – производство хрусталя.

## Описание герба города Дятьково 1982 года и его символики
"Герб города Дятьково имеет форму щита. Герб разделен по горизонтали на 3 части, по вертикали нижняя часть разделена на 2 симметричные части. В верхней части название города на жёлтом фоне, символизирующем песок — основу производства стекла. В средней части герба фрагмент герба города Брянска, указывающий на областное подчинение города. В правой (от зрителя) нижней части герба рабочий — выдувальщик стекла, символизирующий основную продукцию города — хрусталь, который славится не только в нашей стране, но и за рубежом. Левая (от зрителя) нижняя часть герба по периметру окаймлена орденской лентой медали «Партизану Великой Отечественной войны», символизирующей героические подвиги дятьковских партизан. Зеленый фон нижней части герба с сосной говорит о богатых лесных массивах, окружающих город".